# 家事法院
家事法院，又稱家庭法院，是審理家事法案件的法院。家事法院制度因國而異，設立的初衷是作為衡平法院裁決子女撫養權等家事法案件，只要原告以“淨手”出庭，即可無視某些法律要求，而這樣的要求屬「合理補償」。法規的變化使得這一點變得多餘。